# Victor Sénès
Pour les articles homonymes, voir Senès (homonymie).
Victor Baptistin Sénès (Toulon, 31 mai 1857 - canal d'Otrante, 27 avril 1915) est un officier général de marine français. Il est l'un des 42 officiers généraux français morts au combat durant la Première Guerre mondiale.

## Biographie
Fils d'un magasinier de la marine, il entre à l'École navale en octobre 1874, fait ses classes sur le vaisseau Borda et en sort aspirant de 2e classe en août 1876 sur la frégate Flore. Il embarque en 1878 en escadre d'évolutions sur le cuirassé Richelieu. Aspirant de 1re classe (octobre 1877), il sert à la division de l'Atlantique Sud sur le croiseur Vénus et devient enseigne de vaisseau en octobre 1879.
Officier de manœuvre sur l'Orne en 1881, il prend part à la campagne de Tunisie puis sert au Tonkin sur l'éclaireur d'escadre Hamelin, avec lequel il participe au blocus des côtes de l'Annam. En avril 1884, il y commande la chaloupe canonnière Mitrailleuse et se fait remarquer lors des opérations sur la rivière Claire. Il obtient un témoignage de satisfaction pour une reconnaissance du Sông Chảy (vi).
Il participe aux deux sièges de Tuyên Quang (octobre-novembre 1884 et janvier-mars 1885), et est blessé le 27 février 1885. Lieutenant de vaisseau (mars 1885), il devient en 1886, chef du secrétariat de la majorité générale à Toulon. Il entre ensuite à l’École des défenses sous-marines sur l'Algésiras à Toulon et en sort breveté torpilleur pour commander en 1888 un des petits bâtiments annexes de l’école.
En 1890, il commande le torpilleur 127 en escadre de Méditerranée et devient, en 1892, second de l'aviso Hussard à la division de l'Atlantique. Officier canonnier du cuirassé Colbert en escadre de Méditerranée (1894), il reçoit en 1895 le commandement du torpilleur Éclair.
Officier de manœuvre sur le croiseur Suchet au Levant, il prend part en 1897 aux opérations de l'escadre internationale affectée en Crète durant la guerre gréco-turque.
Capitaine de frégate (novembre 1898), officier d'ordonnance du ministre, détaché à l'état-major particulier du ministre de la Guerre, il devient chef de la 1re section de l'état-major à Toulon et se distingue en avril 1899 lors de l'explosion de la poudrière de Lagoubran.
Second du cuirassé Bouvet en Méditerranée (1900), il commande en 1901 le croiseur Alger (en). En juillet 1902, il commande le croiseur Pascal à la division d'Extrême-Orient durant la guerre russo-japonaise, où il apporte des secours aux ressortissants russes fuyant la Corée et en sauvant en avril 1904 les naufragés du Varyag à Chemulpo.
Capitaine de vaisseau (août 1905), commandant du garde-côtes Indomptable à Toulon puis du croiseur Dupleix en escadre du Nord (1906) et du cuirassé Charles-Martel en escadre de Méditerranée (1907), il obtient un nouveau témoignage de satisfaction pour avoir déséchouer le croiseur Condé en janvier 1909.
En 1910, il commande le croiseur Du Chayla (en) et la division navale du Maroc. En escale à Agadir, il reçoit à son bord le Khalifa, qui lui offre un cheval. Cette visite, aux yeux des Allemands, représente une main mise de fait de la France sur le Maroc et est à l'origine du coup d'Agadir, c'est-à-dire la visite de la canonnière allemande Panther dans le port.
Promu contre-amiral en octobre 1911, en 1913, il reçoit le commandement de la 2e division de la 1re escadre légère avec pavillon sur le Léon-Gambetta et participe, avec ses croiseurs, aux opérations en Méditerranée et en Adriatique au début de la Première Guerre mondiale.
Dans la nuit du 26 au 27 avril 1915, son bâtiment est torpillé dans le canal d'Otrante, alors qu'il patrouillait vers Santa Maria di Leuca, par le sous-marin autrichien U-5. Sénès sombre avec son navire.

## Postérité
Son nom est inscrit au monument des Généraux morts au Champ d'Honneur 1914-1918 de la cathédrale Saint-Louis-des-Invalides, à Paris.

## Récompenses et distinctions
- Officier de la Légion d'honneur (9 juin 1904) ; chevalier (17 mars 1885).
- Cité à l'ordre de l'Armée navale : « Officier général de la plus haute valeur, très belle attitude pendant les opérations de sauvetage du Léon-Gambetta, exhortant au calme, alors que la situation était des plus critiques et se laissant engloutir avec le bâtiment qui portait son pavillon ».
- Une statue et une plaque commémorative sont apposées en son honneur à l'Hôtel du commissariat de la marine à Toulon.
- Une buste le représentant par André-Joseph Allar est conservé au Musée de l'armée.
- Une rue de Marseille, une place de Toulon et une rue du Pradet ont été nommées en son honneur.
- Le torpilleur Amiral-Sénès, porte son nom.
- Le musée de la Grande Guerre à Meaux (Seine-et-Marne) expose la bouée de sauvetage sur laquelle a été retrouvé le corps sans vie de l'amiral Sénès.